# Tanque do Piauí
Tanque do Piauí är en kommun i Brasilien.   Den ligger i delstaten Piauí, i den östra delen av landet, 1 200 km nordost om huvudstaden Brasília. Antalet invånare är 2 621.
Omgivningarna runt Tanque do Piauí är huvudsakligen savann. Runt Tanque do Piauí är det glesbefolkat, med 14 invånare per kvadratkilometer.